# Schwendt (powiat Kitzbühel)
Schwendt – gmina w Austrii, w kraju związkowym Tyrol, w powiecie Kitzbühel. Według Austriackiego Urzędu Statystycznego liczyła 797 mieszkańców (1 stycznia 2015).